# 宮沢昭
宮沢 昭（みやざわ あきら、1927年12月6日 - 2000年7月6日）は、日本のジャズ・サクソフォーン奏者。

## 略歴
長野県松本市生まれ。1944年陸軍戸山学校軍楽隊入隊、戦後米軍クラブなどで活動する。その後、守安祥太郎、秋吉敏子らと共演。1954年のモカンボ・ジャム・セッションでも演奏。1962年、アルバム『山女魚』を発表。1970年代には越路吹雪のリサイタル伴奏も務めた。
釣りが趣味で、曲名やレコード・ジャケットにも採り上げた。2000年急性肺炎のため死去。

## ディスコグラフィ

### リーダー作品
- 『山女魚』（1962年）キング
- 『ナウズ・ザ・タイム』（1967年）タクト
- 『ミュージカル・プレイ・イン・ジャズ』（1969年）テイチク
- 『FOUR UNITS』（1969年）テイチク
- 『いわな』（1969年）ビクター
- 『木曽』（1970年）ビクター
- 『マイ・ピッコロ』（1981年）ポリドール
- 『グリーン・ドルフィン』（1982年）テイチク
- 『ラウンド・ミッドナイト』（1985年）キング
- 『野百合』（1992年）東芝

### 客演（一部）
- 穐吉敏子『トシコ、旧友に会う』（1961年）キング（渡辺貞夫、富樫雅彦らと参加[1]）
- 『モダン・ジャズ・イン・トウキョウ』（1964年）ポリドール（前田憲男らと参加）
- 渡辺貞夫『サダオ・ワタナベ・プレイズ』（1965年）ポリドール
- 仲野彰『メディテイション』（1967年）タクト
- 『サム・テイラー作戦』（1967年）キング（松本英彦と共同名義）
- 『幻の"モカンボ"・セッション'54』（1975年）ポリドール（守安祥太郎らと参加、録音は1954年。）
- マル・ウォルドロン『イン・レトロスペクト』 - In Retrospect（1982年）テイチク（鈴木勲らと参加[2]）

### 企画作品
- 『魅惑のフルート 宮沢昭フルート教室』（1970年） ソニー（教材用。楽譜は東亜音楽社より出版）